# Fuzzy knot
fuzzy knot (ふぁじーのっと) は、シドのGt. Shinji、RayflowerのVo. 田澤孝介 (Rayflower, Waive etc.) からなるV系ユニットである。
2021年4月26日、配信限定シングル「こころさがし」でデビューした。同年6月30日、1st full Album「fuzzy knot」をリリース。同年11月14日、Zepp Tokyoにて1stライブを開催するなど、精力的に活動。
公式マスコットキャラクターは、Shinji考案の『くるくるのっとさん』である。

## 来歴
- 2021年4月20日、公式Instagram開設。
- 4月21日、fuzzy knot結成を発表。
- 4月26日、配信シングル「こころさがし」リリース。
- 5月29日、公式TikTokアカウント開設。
- 6月23日、公式Twitterアカウント開設。
- 6月25日、公式YouTube Channel開設。
- 6月30日、1st Album「fuzzy knot」リリース。同日より配信スタート。
- 11月14日、Zepp Tokyoにて1st LIVE開催。
- 12月6日、シングル「Set The Fire !」表題曲「Set The Fire !」先行配信スタート。
- 12月27日、イベントJACK IN THE BOX 2021出演。
- 2022年1月11日、シングル「Set The Fire !」配信リリース。通販限定盤は同19日にリリース。
- 1月14日～22日、大阪BIGCAT・東京新宿BLAZEにて初のツアー(全3公演)を開催。
- 6月、1st LIVE及びJACK IN THE BOX 2021のライブ映像を収めたDVDを受注生産限定にてリリース。
- 6月25～26日、初となるファン旅行を実施。
- 7月13日、ミニアルバム『BLACK SWAN』をリリース(同日より配信スタート)。これまではライブ会場や通販限定でのリリースであったが、今作は通常盤をタワーレコード・HMV等で一般流通実施。また、8月より初の全国ツアー＜fuzzy knot Tour 2022 ～BLACK SWAN～＞(全７公演)を開催、10月9日新宿BLAZEにてファイナルを迎えた。
- 11月15日より、上記全国ツアーのファイナル新宿BLAZE公演の映像をVR視聴専用アプリ「VR MODE」にて配信開始(2023年2月12日まで)。
- 2023年6月28日、初となるツーマンライブ『fuzzy knot × キズ LIVE　亞』を実施。同日、新曲リリースと全国ツアー実施を発表。
- 同年9月7日開催のYouTube生配信にて、上記ツーマンライブにて初披露した新曲『時の旅人』(9月20日リリース)のMVを初公開。
- 同年9月20日、配信シングル『時の旅人』リリース。また、10月7日よりスタートした全国ツアーの会場限定で、8cmCD形態の『時の旅人』を販売。
- 同年11月25〜26日、２度目のファン旅行を実施。
- 2024年2月8日、fuzzy knot LIVE 2024 ～Shinji Birthday～を開催。Gt.Shinjiにとってキャリア初の誕生日公演となった。
- 同年4月14日、ReNY 10th anniversary& wyse 25th anniversary collaboration night 「ROCK BATTLE」 DAY.4に出演。
- 同年4月20日より、3周年ツアー「fuzzy knot Tour 2024 ～3 years knot～」を開催。
- 同年8月12日、配信シングル『Imperfect』リリース。
- 同年8月24日より、「fuzzy knot Tour 2024 ～The Emergence Circuit～」を開催。
- 2025年2月8日、fuzzy knot LIVE 2025 ～Shinji Birthday～を開催。
- 同年4月30日、アルバム『fuzzy knot Ⅱ』リリース。

## メンバー
- Vo. 田澤孝介 (たざわ・たかゆき) (Rayflower, Waive etc.)
- Gt. Shinji (しんじ) (シド)

## サポートメンバー
- Ba. 工藤嶺 (くどう・れい) (SPIRAL MIND etc.)
- Dr. 与野裕史 (よの・ゆうじ) (Sound Horizon, Linked Horizon, angela, OLDCODEX, TM NETWORK 木根尚登, JAM Project, DOBERMAN INFINITY, まらしぃ, 喜多修平, 青木歌音, 東野純直, 魔王魂 etc.) (順不同)
- Mnp.(マニピュレーター) あすきー (CHiCO with HoneyWorks, HoneyWorks, タラチオ, ツユ, UMM.com, もるでお, 煮ル果実, 柊優花, CleeNoah, MZM, ときのそら, mono palette., TearyPlanet, にじさんじ　etc.) (順不同)
- Mnp. 春埼 (She is Legend(ヘブバン), 亜来, Neo, DMVGE, NICO BUCKER, WIXIZ, Unli Furps, いゔどっと, 無音, スペフェス, etc.) (順不同)

## ディスコグラフィ
シングル
- こころさがし (作詞 田澤孝介／作曲 Shinji／編曲 fuzzy knot) 
＜配信限定＞2021年4月26日リリース。日本テレビ系「バズリズム02」5月エンディングテーマ[7][8][9]
- Set The Fire ! (全作詞 田澤孝介／全作曲 Shinji／全編曲 fuzzy knot)
01. Set The Fire !
02. ペルソナ
03. Before Daybreak
※M01. テレビ朝日系「BREAK OUT」12月度エンディング・トラック[10]、tbc東北放送 12月度イチオシパワープレイ[11]
＜先行配信＞M01. Set The Fire !(2021年12月6日)
＜配信＞2022年1月11日
＜通販限定盤＞2022年1月19日
＜会場限定盤 (8cmCD)＞2022年1月14日・21日・22日のライブ会場限定で販売。収録曲は01. Set The Fire !　02. Set The Fire !(Instrumental)
- Inferno＜会場限定盤 (8cmCD)＞2022年8月11日より開催のツアー会場限定で販売。収録曲は01. Inferno　02. Inferno (Instrumental)
- 時の旅人 (全作詞 田澤孝介／全作曲 Shinji／全編曲 fuzzy knot)
＜配信限定＞2023年9月20日リリース
01. 時の旅人
02. ブルースカイ
＜会場限定盤 (8cmCD)＞2023年10月7日より開催のツアー会場限定で販売。収録曲は01. 時の旅人　02.時の旅人(Instrumental)
- Imperfect (作詞 田澤孝介／作曲 Shinji／編曲 fuzzy knot・炭竃智弘)

アルバム
- fuzzy knot (全作詞 田澤孝介／全作曲 Shinji／全編曲 fuzzy knot)
＜通販限定盤（CD+ダウンロードカード）＞
＜配信＞
2021年6月30日リリース[7][8][9]、同日より各種ダウンロード・サブスクリプションサービス配信開始
01. 深き追憶の残火
02. ダンサー・イン・ザ・スワンプ
03. ダイナマイトドリーム
04. 愛と執着とシアノス
05. トリックスター・シンドローム
06. Sunny Days
07. こころさがし
08. Joker & Joker
09. #109
10. キミに降る雨

※M07. 日本テレビ系「バズリズム02」5月エンディングテーマ
※M08. 日本テレビ系「ウチのガヤがすみません！」7月度エンディングテーマ、CRT栃木放送「Deli POPS」7月度エンディングナンバー、CRT栃木放送 7月度マンスリーパワープレイ
- fuzzy knot Ⅱ(全作詞 田澤孝介／全作曲 Shinji)
＜受注生産限定盤（CD+ダウンロードカード）＞
＜通常盤＞
＜配信＞
2025年4月30日リリース、同日より各種ダウンロード・サブスクリプションサービス配信開始。
01. The Emergence Circuit
02. Imperfect
03. ブルースカイ
04. 時の旅人
05. 月下美人
06. パステル
07. ノスタルジック・ラプソディ
08. Backseat Driver
09. Freestyle Lover
10. TAILWIND
11. シャ・ラ・ラ
※M2　編曲 fuzzy knot／炭竃智弘
※M5、M10　編曲 fuzzy knot／杉原亮

ミニアルバム
- BLACK SWAN
＜受注生産限定盤（CD+ダウンロードカード＋アクリルキーホルダー※）＞
＜通常盤（CD）＞
＜配信＞
2022年7月13日リリース、同日より各種ダウンロード・サブスクリプションサービス配信開始。
01. Hello, Mr. Lazy
02. 遠隔Reviver
03. カミカゼスピリット
04. 哀歌 -elegy-
05. Inferno
※制作時、Shinjiがイメージを膨らませるために描いたfuzzy knot2人のイラストをアクリルキーホルダーにしたものを＜受注生産限定盤＞に付属。

映像作品
- LIVE DVD「fuzzy knot Live 2021 ～Beginning of knot～」
＜受注限定盤（DVD2枚組+ダウンロードカード※+直筆サイン入りPHOTO BOOK）＞
2022年4月26日～5月2日受注受付、6月13日リリース。
[DISC 1] fuzzy knot Live 2021 ～Beginning of knot～　2021.11.14 Zepp Tokyo
[DISC 2] JACK IN THE BOX 2021　2021.12.27 Nippon Budokan
※ダウンロードカード収録内容　fuzzy knot Live 2021 ～Beginning of knot～ Backstage Movie
- VR映像作品「fuzzy knot Tour 2022 ～BLACK SWAN～」
2022年11月15日～2023年2月12日までの期間で、ツアーファイナルの映像を専用アプリVR MODEにて配信。[15]
[視聴期間] 初回視聴から90日間
[配信楽曲] 全18曲（トータル 1時間52分）

## 主なライブ
ワンマン
- fuzzy knot Live 2021〜Beginning of knot〜[6](2021年11月14日、at Zepp Tokyo)
- fuzzy knot Live 2022〜S.T.F.〜(2022年1月14日 at 大阪BIGCAT、21日・22日 at 新宿BLAZE[16])
- fuzzy knot Tour 2022 ～BLACK SWAN～(2022年8月11日～10月9日、全7公演。)
- fuzzy knot Tour 2023 ～時の旅人～(2023年10月7日～11月19日、全9公演。)
- fuzzy knot LIVE 2024 ～Shinji Birthday～(2024年2月8日 at 東京キネマ倶楽部)
- fuzzy knot Tour 2024 ～3 years knot～(2024年4月20日～5月2日、全3公演)
- fuzzy knot Tour 2024 ～The Emergence Circuit～(2024年8月24日～9月29日、全5公演)
- fuzzy knot LIVE 2025 ～Shinji Birthday～(2025年2月8日、at 横浜Bay Hall)

イベント
- JACK IN THE BOX 2021[17](2021年12月27日、at 日本武道館)

ツーマンライブ
- fuzzy knot × キズ LIVE　亞[18](2023年6月28日、at 恵比寿LIQUID ROOM)
- ReNY 10th anniversary& wyse 25th anniversary collaboration night 「ROCK BATTLE」 DAY.4(2024年4月14日、at 新宿ReNY)

## 公式YouTube配信
配信番組
MAVERICK DC GROUP Official YouTube Channel
- fuzzy knot  デビュー&1st SINGLE「こころさがし」リリース記念特別番組(2021年4月26日)
- 【1st ALBUM先行予約受付開始】fuzzy knot緊急生配信！(2021年5月30日)

fuzzy knot Official YouTube Channel
- fuzzy knot アルバムリリース記念生配信！(2021年6月30日)
- fuzzy knot 1st LIVE 事前生配信！(2021年9月8日)
- fuzzy knot 1st LIVE 直前生配信！(2021年11月6日)
- fuzzy knot 2nd SINGLE「Set The Fire !」先行配信記念特別番組(2021年12月6日)
- 【重大発表あり！】fuzzy knot デビュー1周年生配信！(2022年4月26日)
- 【緊急】fuzzy knot 生配信！(2022年5月21日)
- 【MV初解禁】fuzzy knot 生配信！(2023年9月7日)
- fuzzy knot New Album「fuzzy knot Ⅱ」先行予約開始！緊急生配信！(2025年3月23日)

『fuzzy knot × キズ LIVE　亞』特別コラボ企画番組
- 第一弾(2023年4月26日)
- 第二弾(2023年5月25日)

ミュージックビデオ
- こころさがし
- Joker & Joker
- Set The Fire !
- Inferno
- 時の旅人
- Imperfect

アルバムトレーラー
- fuzzy knot 1stアルバム『fuzzy knot』全曲トレーラー
- fuzzy knot Mini Album『BLACK SWAN』全曲トレーラー
- fuzzy knot Album 『fuzzy knot Ⅱ』全曲トレーラー

ライブ映像ダイジェスト
- fuzzy knot Live 2021 ～Beginning of knot～
- fuzzy knot Live 2022 ～S.T.F.～
- fuzzy knot LIVE DVD「fuzzy knot Live 2021 ～Beginning of knot～」トレーラー Vol.1&2

特集映像
- fuzzy knot Live 2022 ～S.T.F.～ in大阪 #1(リハーサル)
- fuzzy knot Live 2022 ～S.T.F.～ in大阪 #2(本編)
- fuzzy knot Live 2022 ～S.T.F.～ in大阪 #3(オフショット)
- fuzzy knot Live 2022 ～S.T.F.～ in新宿 #4(リハーサル)
- fuzzy knot Live 2022 ～S.T.F.～ in新宿 #5(オフショット)
- fuzzy knot Live 2022 ～S.T.F.～ in新宿 #6(総括コメント)

ショート動画
公式TikTokに投稿した映像を公式YouTube Channelにも投稿。
- トレーラー
- リハーサル
- オフショット
- MC

- fラジ…不定期更新ショートトーク企画
- その他